# Lubai Persada
Lubai Persada is een bestuurslaag in het regentschap Muara Enim van de provincie Zuid-Sumatra, Indonesië. Lubai Persada telt 1338 inwoners (volkstelling 2010).